# Руч'ї (Кіровський район)
Руч'ї́ (рос. Ручьи) — село в Кіровському районі Ленінградської області, Росія.